# Brandon Quinn
Brandon Quinn (Aurora, 7 ottobre 1977) è un attore statunitense conosciuto soprattutto per il suo ruolo da protagonista nella serie TV Un lupo mannaro americano a scuola, girata a Montreal tra il 1999 e il 2002.

## Biografia
È sposato con la modella Rachel Catudal, con la quale ha avuto due figli, Chloe ed Ezra. Oltre che in Un lupo mannaro americano a scuola, Brandon ha recitato in alcuni film indipendenti statunitensi (Silent Night, Malachance, Fizzy Business, Express: Aisle to Glory, Fast Glass). Nell'ultima stagione di Streghe ha ricoperto il ruolo di Murphy, un agente della sicurezza nazionale che scopre i segreti del Trio, mentre nella quarta stagione di The O.C. ha vestito i panni dell'istruttore di tennis Spencer Bullitt. Negli Stati Uniti è anche apparso in uno spot del 7 Up con Marcia Cross e Nicollette Sheridan.

## Filmografia

### Cinema
- The Bail, regia di Carl Goldstein (2002)
- Malachance, regia di Gerardo Naranjo (2004)
- The Morgue, regia di Halder Gomes e Gerson Sanginitto (2008)
- Thirst, regia di Jeffery Scott Lando (2010)
- Kill Speed, regia di Kim Bass (2010)
- Così è la vita (Life Happens), regia di Kat Coiro (2011)
- Trauma Team, regia di Ben Hansford (2012)
- Greenland, regia di Ric Roman Waugh (2020)

### Televisione
- Un lupo mannaro americano a scuola (Big Wolf on Campus) - serie TV, 63 episodi (1999-2002)
- The Nightmare Room – serie TV, episodi 1x12 e 1x13 (2002)
- Le cose che amo di te (What I Like About You) – serie TV, episodio 2x08 (2003)
- Drake & Josh – serie TV, episodio 2x04 (2004)
- CSI - Scena del crimine (CSI: Crime Scene Investigation) – serie TV, 2 episodi (2004-2014)
- Reba – serie TV, episodio 4x15 (2005)
- Streghe (Charmed) – serie TV, 4 episodi (2005)
- Twins – serie TV, episodio 1x11 (2005)
- Senza traccia (Without a Trace) – serie TV, episodio 4x15 (2006)
- Vanished – serie TV, 4 episodi (2006)
- The O.C. – serie TV, 6 episodi (2006-2007)
- The Wedding Bells – serie TV, episodio 1x01 (2007)
- Entourage – serie TV, 5 episodi (2007-2009)
- Street Warrior, regia di David Jackson – film TV (2008)
- Knight Rider – serie TV, episodio 1x07 (2008)
- The Vampire Diaries – serie TV, episodio 1x11 (2010)
- Against the Wall – serie TV, 13 episodi (2011)
- Melissa & Joey – serie TV, episodio 3x02 (2013)
- Bones – serie TV, episodio 9x09 (2013)
- Looking for Mr. Right, regia di Kevin Connor – film TV (2014)
- Grimm – serie TV, 3 episodi (2014-2015)
- Royal Pains – serie TV, episodio 6x04 (2014)
- NCIS - Unità anticrimine (NCIS) – serie TV, episodio 14x03 (2016)
- The Fosters – serie TV, 19 episodi (2016-2018)
- Rebel – serie TV, 9 episodi (2017)
- Grey's Anatomy – serie TV, episodio 13x19 (2017)
- Kevin (Probably) Saves the World – serie TV, 3 episodi (2017)
- Peccato e seduzione (Do Not Be Deceived), regia di Jake Helgren – film TV (2018)
- L'amore spicca il volo (Love Takes Flight) – film TV (2019)
- Grand Hotel – serie TV, episodio 1x04 (2019)
- Un desiderio sotto il vischio (Christmas Wishes and Mistletoe Kisses), regia di D.J. Viola – film TV (2019)
- Il colore delle magnolie (Sweet Magnolias) – serie TV, 11 episodi (2020-2022)
- Die Hart – serie TV, 3 episodi (2020)
- A Welcome Home Christmas, regia di Brian Herzlinger – film TV (2020)
- MacGyver – serie TV, episodio 5x09 (2021)
- Creepshow – serie TV, episodio 3x03 (2021)

## Doppiatori italiani
Nelle versioni in italiano delle opere in cui ha recitato, Brandon Quinn è stato doppiato da:
- Francesco Pezzulli in CSI: Scena del crimine (ep. 15x07), All Rise
- Francesco De Francesco in  The Fosters
- David Chevalier in Un lupo mannaro americano a scuola
- Fabio Boccanera in The O.C.
- Riccardo Scarafoni in The Vampire Diaries
- Fabrizio Pucci in Il colore delle magnolie
- Gianfranco Miranda in NCIS - Unità anticrimine
- Fabrizio De Flaviis in Grey's Anatomy